# 18 de Julio (San José)
18 de Julio, auch als 18 de Julio (Pueblo Nuevo) bezeichnet, ist eine Ortschaft in Uruguay.

## Geographie
18 de Julio befindet sich auf dem Gebiet des Departamento San José in dessen Sektor 2. In einigen Kilometern nordwestlicher Entfernung liegt Rodríguez. An der im Nordosten verlaufenden, vom Arroyo de la Virgen gebildeten Grenze zum Nachbardepartamento Florida ist Ituzaingó gelegen. Davon ausgehend weiter südlich setzt sich im Osten mit dem dort fließenden Río Santa Lucía die Grenze zum Nachbardepartamento Canelones fort. Unweit nordwestlich von 18 de Julio hat der nächstgelegene Nachbarort Capurro seinen Platz.

## Infrastruktur
Durch 18 de Julio führt die Ruta 11, auf die dort die Ruta 79 trifft. Unweit nördlich verläuft zudem die Eisenbahnlinie Montevideo – San José – Colonia.

## Einwohner
Die Einwohnerzahl von 18 de Julio beträgt 469 (Stand: 2011), davon 226 männliche und 243 weibliche.
| Jahr | Einwohner |
| ---- | --------- |
| 1963 | 390       |
| 1975 | 396       |
| 1985 | 485       |
| 1996 | 471       |
| 2004 | 433       |
| 2011 | 469       |

Quelle: Instituto Nacional de Estadística de Uruguay